# 松岡正美
松岡 正美（まつおか まさみ、1972年12月30日 -）は、日本のフリーアナウンサー。プロデューサー。

## 経歴
京都府立桃山高等学校を経てノートルダム女子大学文学部英語英文学科卒業後、NHK京都・水戸両局で契約キャスターとして勤務した。水戸局退職後フリーとなったが、引き続きNHKの番組に出演。
NHK教育の番組『きょうの健康』の司会を2007年に産休で降板した岩田まこ都に代わり担当していた。共演していた福家睦とは当時同じ事務所。2012年4月1日現在担当していない。
2010年よりインターネット番組『ちいきのきずな』を担当。ちいきのきずなの後継番組『きづなの交通安全ナビ』のナビゲーターとして2013年にキャスター復帰。2010年よりNHKエンタープライズにプロデューサーとして勤務。イベント、映像制作を担当している。

## 現在の出演番組
- 『きづなの交通安全ナビ』

## 過去の主な出演番組

### NHK京都
- 『とっておき関西 おひるまえ』ネットワーク京都コーナー担当
- 『夕方5時です とっておき関西』ネットワーク京都コーナー担当
- 『ニュース630 京いちにち』リポーター

### NHK水戸
- 『FMまるとく茨城』パーソナリティ
- 『FM水戸アップデート』パーソナリティ
- 『首都圏ネットワーク』レポーター
- 『こんにちはいっと6けん』水戸局キャスター

### NHK東京
- 『きょうの健康』 キャスター（NHK教育）月曜〜木曜 20:30-20:45（毎月1～2回ほど、久田直子と交代で出演）
- 『きょうの健康Q&A』 キャスター（NHK教育）金曜 20:30-20:45（毎週出演。2007年10月-2009年3月）
- 『総合診療医ドクターG』ナレーター（NHKBS-hi、BS2。2010年3月-9月）

### TBS
- 『きづなの交通安全ナビ』ナビゲーター（BS-TBS）日曜 9:30～9:55（2013年4月‐2014年3月）